# Max Parrot
Maxence „Max“ Parrot (* 6. června 1994, Cowansville) je kanadský snowboardista. Je držitelem tří olympijských medailí. Na hrách v Pekingu roku 2022 vyhrál závod ve slopestylu, na olympiádě v Pchjongčchangu roku 2018 bral ve stejné disciplíně stříbro a v Pekingu získal i bronz v big airu. Jeho nejlepším výsledkem na mistrovství světa bylo druhé místo z roku 2021. Má osm zlatých medailí z X Games. V roce 2019 oznámil, že u něj byl v roce 2018 diagnostikován Hodgkinův lymfom (zhoubné nádorové onemocnění mízních uzlin), a že úspěšně podstoupil půlroční chemoterapii.